# Talheim (Tengen)
Talheim ist ein Stadtteil von Tengen im baden-württembergischen Landkreis Konstanz.

## Lage und Verkehrsanbindung
Talheim liegt westlich des Kernortes Tengen an der Kreisstraße 6135. Unweit entfernt nördlich verläuft die Bundesstraße 314. Durch den Ort fließt der Riedbach. Die Staatsgrenze zur Schweiz verläuft unweit entfernt südlich. 

## Geschichte
Die ehemals selbständige Gemeinde wurde am 1. Januar 1971 nach Tengen eingemeindet.

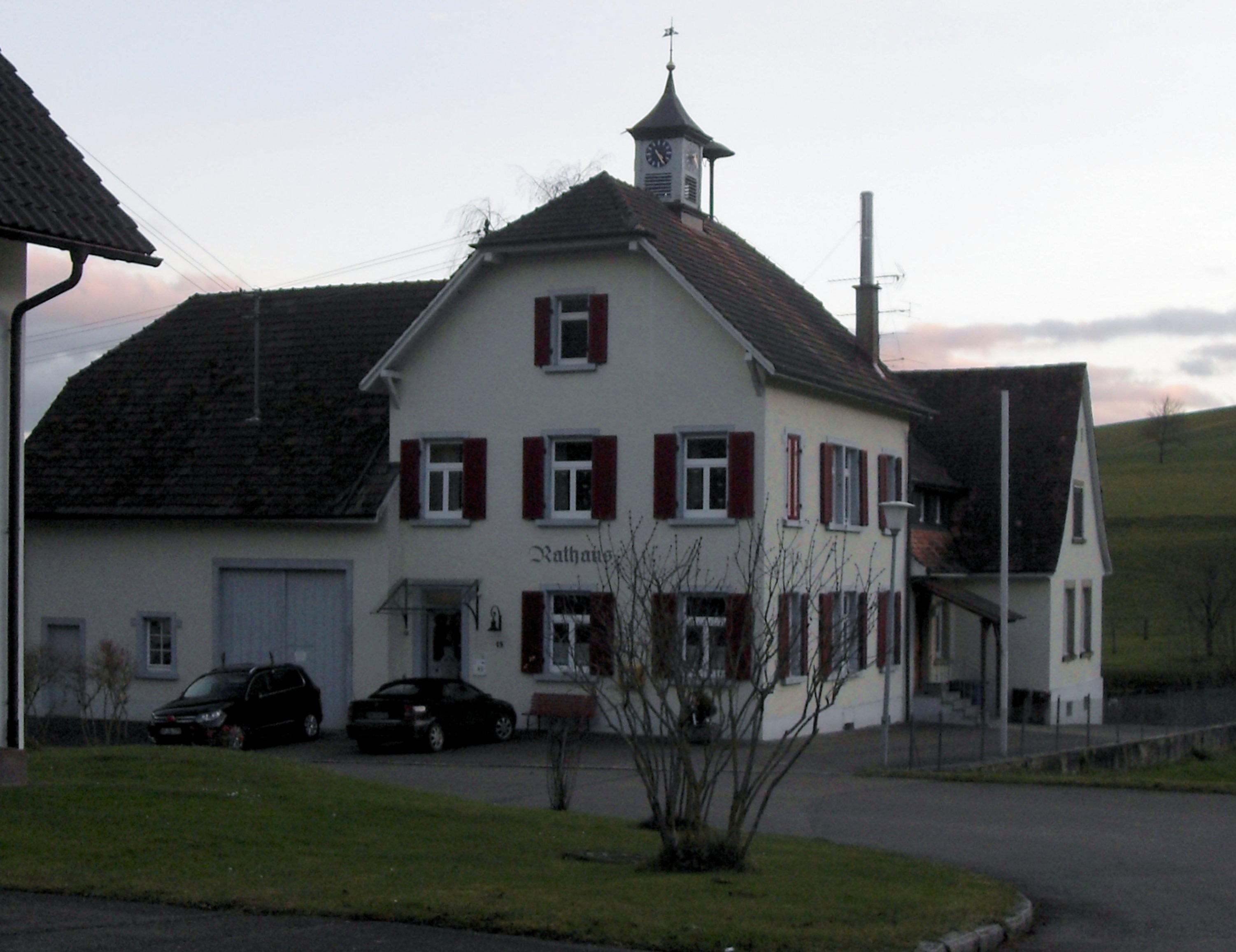
Ehemaliges Rathaus